# Wim Verreycken
Willem Marcel (dit Wim) Verreycken, né le 3 janvier 1943 à Anvers est un homme politique belge flamand, membre du Vlaams Belang.
Il fut chef de vente.

## Fonctions politiques
- 1987-1989 : conseiller provincial à Anvers
- 1989-1995 : sénateur de l’arrondissement d'Anvers
- 1989-1995 : membre du Conseil flamand
- 1989-1995 et
- 2000-2005 : membre du conseil de district (Borgerhout)
- 1991-2003 : président du groupe Vlaams Blok au sénat
- 1995-2000 : conseiller communal (Anvers)
- 1995-2007 : sénateur élu directement
- 2007-2008 : conseiller communal (Saint-Nicolas)